# パナソニックソーラーシステム製造
パナソニックソーラーシステム製造株式会社（パナソニックソーラーシステムせいぞう、英: Panasonic Solar System Manufacturing Co.,Ltd.）は、島根県雲南市木次町山方に本社を置く、パナソニックグループの電気機器メーカー。

## 概要
1976年に島根県および木次町の誘致により、鳥取三洋電機株式会社（現：三洋テクノソリューションズ鳥取）の100％出資子会社「島根三洋工業株式会社」として設立。
当初は旧木次中学校において仮操業を行っていたが、1977年初頭には木次拠点工業団地内の新工場が完成し、本格操業を開始した。事業を開始して間もない頃は卓上ステレオ、ラジカセなど主にオーディオ機器を中心とした生産を行っていたが、後にOA 機器や情報機器の分野に参入した。
1985年の円高不況以降は国内企業の海外進出により売上が減少していく中で，同社は親会社の鳥取三洋電機への100％依存から脱却し、独自に海外との取引を開始した。2003年には三洋電機の100％出資子会社となり、2006年に社名を「島根三洋電機株式会社」へと変更。各種電子機器や太陽電池セルなどを中心とした事業を行っている。
2017年4月1日に島根三洋電機が存続会社となる形で、パナソニックの子会社である株式会社テクノデバイスを統合して社名を「パナソニックESソーラーシステム製造株式会社」(略称：PESSSM)へ変更し、2019年4月1日には現社名へ変更した。

## 沿革
- 1976年 - 鳥取三洋電機の全額出資により、「島根三洋工業株式会社」設立。電子機器の生産開始。
- 1977年 - 木次工業団地に新社屋完成。本格操業開始。
- 1984年 - 第2工場完成。
- 1986年 - 技術部、販売部新設・自社商品生産開始。
- 1990年 - 技術棟完成。
- 1995年 - 第2工場クリーンルーム完成。電子部品事業開始。
- 1998年 - LEDプリントヘッド生産開始。
- 2002年 - 太陽電池HITセル生産開始。
- 2003年 - 三洋電機全額出資となりクリーンエナジーカンパニーに編入。
- 2006年 - 「島根三洋電機株式会社」に社名変更。
- 2008年 - 第3工場完成。
- 2009年 - 親会社の三洋電機がパナソニックの子会社となったことに伴い、パナソニックグループに編入。
- 2017年 - 「パナソニックESソーラーシステム製造株式会社」に社名変更。
- 2019年 - 「パナソニックソーラーシステム製造株式会社」に社名変更。